# Dzodinka jezik
Dzodinka jezik (adere, adiri, arderi, dzodzinka; ISO 639-3: add), jezik podskupine Nkambe, šire skupine Mbam-Nkam, kojim govori 2600 u Kamerunu (2000 WCD) u provinciji North West, i u jednom selu u Nigeriji u blizini kamerunske granice.
Sebe etnički smatraju Mfumtama.

## Vanjske poveznice
- Ethnologue (14th)
- Ethnologue (15th)